# No Sound Without Silence (álbum)
No Sound Without Silence es el cuarto álbum de estudio del grupo irlandés The Script. El álbum fue lanzado el 12 de septiembre de 2014 en Irlanda por Columbia Records, y  tres días después en el Reino Unido. Este es el primer gran lanzamiento de la banda bajo el sello, después de lanzar sus tres álbumes anteriores con Phonogenic Records en Europa y Epic en los Estados Unidos. Gran parte del álbum fue grabado entre 2012 y 2013 durante el 3 World Tour, la gira del disco anterior. Este ha sido descrito como el álbum debut de la banda, mucho mejor que el anterior y precedido por un sencillo muy popular, Superhéroes, publicado el 22 de julio de 2014.

## Antecedentes
En 2012, The Script lanzó su tercer álbum de estudio,#3. Inicialmente, éste obtuvo malas críticas ya que, al intentar llegar a un público más convencional (mainstream), los músicos críticos lo describieron negativamente y mencionaron que el lanzamiento fue muy precipitado, provocando una carencia de visión artística. Además, la banda tomó un riesgo por adentrarse en las influencias de hip hop.
Todo y las reacciones negativas de los críticos, el álbum fue exitoso comercialmente, alcanzando un debut en el ranking Irish Album Charts. El sencillo Hall of Fame se convirtió en uno de los más conocidos y exitosos del grupo, llegando al número uno de los ránquines anteriores, alcanzando el top 10 en 16 listas de éxitos musicales, y convirtiéndose en Platino en el Reino Unido por la Industria Fonográfica Británica, seis veces platino en ARIA (Australia) y dos veces platino en RIAA (EE.UU). También apareció en la Compañía Oficial de listas del Reino Unido como una de las 100 canciones más descargadas del país en abril de 2014, concretamente en el número 89.

## Grabación

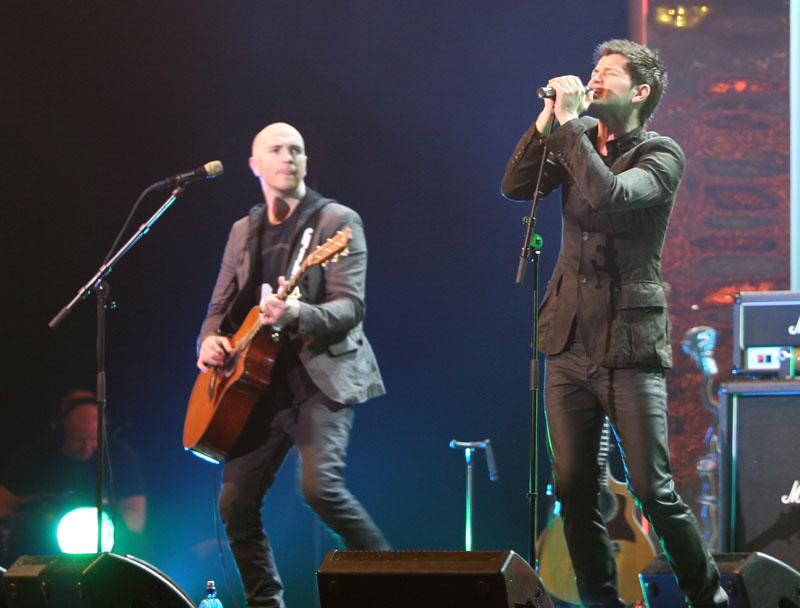
Danny O'Donoghue (derecha) renunció a su cargo de coach en The Voice UK para centrarse en No Sound Without Silence.

La mayoría del material utilizado para el cuarto álbum de estudio de la banda fue grabado en su propio autobús, durante el tour por EE. UU. entre 2013 y 2014. En ese autobús se escribieron 40 posibles canciones, pero finalmente, solo 11 fueron las definitivas. La banda estuvo viajando con unestudio móvil, una estrategia de producción muy eficiente utilizada también por otros artistas para grabar álbumes, como por ejemplo The Rolling Stones con su estudio móvil. El cantante Danny O’Donoghue habló sobre el proceso de grabación del álbum durante la gira: “Justo habíamos bajado del escenario cuando empezamos a grabar en el estudio del bus. Todo es enorme, todo es más grande que la vida en el escenario, así que cuando llegamos al estudio queríamos que el disco causara ese mismo impacto”. El guitarrista Mark Sheehan también declaró: “Al bajar del escenario te puedes imaginar la adrenalina que está ahí arriba. Te la puedes fumar o te la puedes beber, pero con un estudio hay un lugar donde expulsar esa nerviosa energía". El 3 World Tour empezó en septiembre de 2012 y acabó en julio de 2013.
O’Donoghue, además de estar de gira con su banda, participó como coach en la primera y en la segunda edición del concurso de talento The Voice UK, del canal BBC. Fue el coach de Andrea Begley, la ganadora de la segunda edición del programa. Aun así, O’Donoghue se retiró temporalmente para centrarse en la grabación y en la producción de No Sound Without Silence, ya que, según el cantante, The Script estaba embarcándose en la fase más importante de su carrera como banda. Después de la inauguración del álbum, comentó: “Volver atrás para ser una banda y hacer lo que hacemos mejor era importante”.

## Significado del título
El título del álbum, No Sound Without Silence (No hay sonido sin silencio), es un acortamiento de la idea filosófica planteada por la banda y también un comentario crítico sobre la industria de la música. 
Según la banda, las declaraciones con sentido no pueden hacerse sin pensar previamente lo que se quiere decir. Por lo tanto, en “No hay sonido sin silencio”, el sonido se refiere al momento en que la gente habla, mientras que el silencio se refiere al silencio que persiste mientras la gente piensa lo que quiere decir. 
La frase es también un comentario sobre el estado de la industria de la música, donde, según la banda, la mayoría de los artistas y sellos no piensan críticamente sobre lo que quieren expresar, y por lo tanto, no dicen cosas significativas. El vocalista de The Script Danny O'Donoghue declaró: "Durante el tiempo que hemos estado lejos, hemos tenido tiempo para contemplar lo que queremos decirle a la industria. No hay sonido sin silencio. No puedes tener nada bueno que decir si no piensas primero.”

## Promoción
No Sound Without Silence fue anunciado oficialmente por la banda y por Sony el 18 de julio de 2014. El álbum, su obra y fecha de lanzamiento se dieron a conocer a través de una sesión de Hangouts, donde asistieron fanes seleccionados alrededor del mundo. En la sesión, que duró media hora, se contestaron preguntas de los fanes a través de Google+ y se vieron fragmentos de cuatro pistas, "Superhéroes", "The Energy Never Dies", "Man on a Wire" y "No Good in Goodbye", estrenadas allí por primera vez.
"Superhéroes" fue la primera canción completa que se escuchó del álbum, estrenada simultáneamente en Capital FM y en el canal The Radio 1 Breakfast Show de la BBC Radio 1 el 21 de julio de 2014. Fue publicada como un promo para el Contemporary hit radio de los Estados Unidos el 28 de julio de 2014, y fue lanzada como duodécimo sencillo de la banda en el Reino Unido el 31 de agosto de 2014. Además, la canción “Hail Rain or Sunshine” fue utilizada en la primera escena de la comedia irlandesa Mrs. Brown's Boys D'Movie.

## Recepción crítica
No Sound Without Silence recibió críticas mixtas de los músicos críticos, en general, la mayoría de comentarios explicaban la gran mejora respecto al álbum anterior, #3. 

## Lista de canciones
| No Sound Without Silence |                                        |                                                           |                                      |          |  |
| N.º                      | Título                                 | Escritor(es)                                              | Productor(es)                        | Duración |  |
| 1.                       | «No Good in Goodbye»                   | Danny O'Donoghue, Mark Sheehan, James Barry               | O'Donoghue, Sheehan, Barry           | 5:07     |  |
| 2.                       | «Superhéroes»                          | O'Donoghue, Sheehan, Barry                                | O'Donoghue, Sheehan, Barry           | 4:04     |  |
| 3.                       | «Man on a Wire»                        | O'Donoghue, Sheehan                                       |                                      | 4:05     |  |
| 4.                       | «It's Not Right for You»               | O'Donoghue, Sheehan, Barry                                | O'Donoghue, Sheehan, Barry           | 4:24     |  |
| 5.                       | «The Energy Never Dies»                | O'Donoghue, Sheehan, Barry, Andrew Frampton, Steve Kipner | O'Donoghue Sheehan, Frampton, Kipner | 4:15     |  |
| 6.                       | «Flares»                               | O'Donoghue, Sheehan, Barry, Ryan Tedder                   | O'Donoghue, Sheehan, Barry           | 3:49     |  |
| 7.                       | «Army of Angels»                       | O'Donoghue, Sheehan, Frampton                             | O'Donoghue, Sheehan, Frampton        | 3:58     |  |
| 8.                       | «Never Seen Anything "Quite Like You"» | O'Donoghue, Sheehan, Barry                                | O'Donoghue, Sheehan, Barry           | 3:22     |  |
| 9.                       | «Paint the Town Green»                 | O'Donoghue, Sheehan, Barry                                | O'Donoghue, Sheehan, Barry           | 3:31     |  |
| 10.                      | «Without Those Songs»                  | O'Donoghue, Sheehan, Barry                                | O'Donoghue, Sheehan, Barry           | 3:46     |  |
| 11.                      | «Hail Rain or Sunshine»                | O'Donoghue, Sheehan, Barry                                | O'Donoghue, Sheehan, Barry           | 3:27     |  |

| No Sound Without Silence (iTunes Pre-order) |                    |                     |               |          |  |
| N.º                                         | Título             | Escritor(es)        | Productor(es) | Duración |  |
| 12.                                         | «Howl at the Moon» | O'Donoghue, Sheehan |               | 5:13     |  |

Canciones disponibles en Itunes

## Contenido de las letras

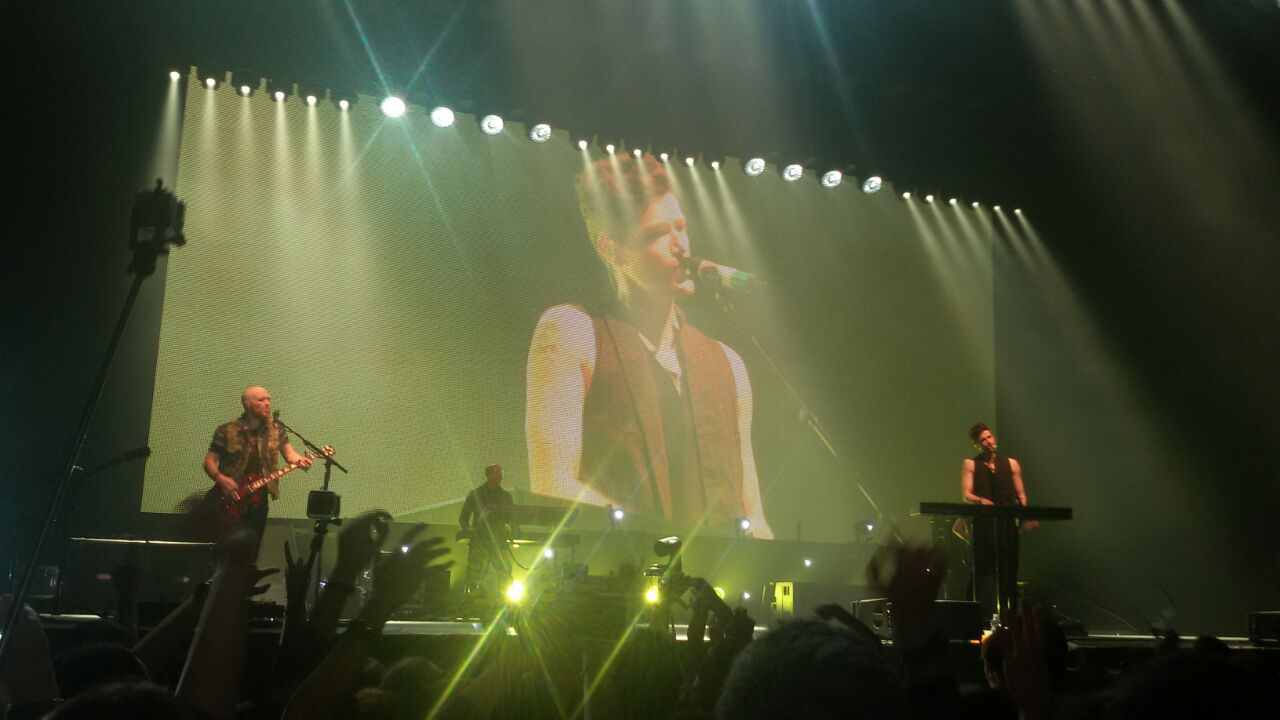
La banda The Script actuando en el Sant Jordi Club de Barcelona el día 30 de marzo de 2015.

La primera canción del álbum es No Good In Goodbye (Nada bueno en el adiós). Combina muchos juegos de palabras en inglés como por ejemplo "where's the nice in nice try" (dónde está lo bueno en un buen intento). Trata sobre alguien que no puede soportar el dolor del desamor, y que, mientras observa a su amor alejarse, reflexiona sobre las injusticias de la vida y se dice a sí mismo que ojalá pudiera volver atrás en el tiempo para reescribir las líneas de su historia.
La segunda canción del álbum es Superheroes (Superhéroes). Trata sobre una chica que ha crecido con la presión social de no tener éxito en la vida, que se ha llevado golpes y ha llorado. El mensaje es que, cuando has estado esforzándote y luchando toda tu vida para hacer las cosas bien, al final el dolor acaba convirtiéndose en poder. Así es como los superhéroes aprenden a volar.
La tercera canción del álbum es Man On A Wire (Hombre en un alambre). Trata de un chico que se siente como si estuviera caminando sobre una cuerda floja. Siente que se va a caer al suelo si alguna vez vuelve a ver a quien le partió el corazón, pero aun así, camina con los ojos cerrados y deja que el viento sople mientras él se va generando expectativas. Tiene que seguir adelante.
La cuarta canción del álbum es It's Not Right For you (No está bien para ti). Trata sobre los sentimientos de arrepentimiento que pueden interponerse a lo largo de nuestra vida. Si no eres feliz con lo que tienes actualmente, si lo que tienes no es bueno para ti, entonces debes cambiarlo. Si no haces nada al respecto, nunca sabrás lo que podría haber pasado.
La quinta canción del álbum es The Energy Never Dies (La energía nunca muere). Trata sobre aprovechar el momento: la vida es muy corta y en cualquier momento podríamos morir, pero aun así, aunque los días estén contados, la energía nunca muere. Basta con vivir cada minuto como si fuera el último y sentirse vivo hasta el final.
La sexta canción del álbum es Flares (Destellos). Habla de alguien que siente que lo ha perdido todo hasta el punto en que le cuesta respirar, alguien que se siente completamente solo y que cuyas lágrimas le impiden ver. Ese alguien debe darse cuenta de que siempre habrá una chispa de esperanza, que siempre habrá una persona enviando destellos.
La séptima canción del álbum es Army Of Angels (Ejército de ángeles). La letra dice que el mundo en que vivimos es una zona de guerra, pero que si el odio es veneno, entonces el amor es la cura. No hay que rendirse porque el amor es como un escudo, es como un ejército de ángeles.
La octava canción del álbum es Never Seen Anything "Quite Like You" (Nunca he visto nada "un poco como tú"). La letra habla de un chico locamente enamorado, que se siente bendecido por tener a su gran amor al lado. Aunque su chica esté sin maquillaje y en tejanos, él nunca ha visto alguien tan perfecto como ella.
La novena canción del álbum es Paint The Town Green (Pinta la ciudad de verde). La letra hace referencia al sentimiento patriótico hacia la ciudad de Dublín, lugar de origen de la banda. Aunque a veces puedan sentirse lejos de casa, aunque a veces echen de menos su ciudad, no pasa nada porque pueden pintar la ciudad donde estén de verde para sentirse en casa.
La décima canción del álbum es Without Those Songs (Sin aquellas canciones). La letra de esta canción hace referencia a lo que serían otros cantantes influyentes como Bono, Sinatra o Johnny Cash sin aquellas canciones. Halaga la belleza que han creado y agradece su creatividad, ya que gracias a su talento, hoy en día podemos poner una banda sonora bonita hasta en los momentos más tristes de nuestras vidas.
La última canción oficial del álbum es Hail Rain Or Sunshine (Granizo lluvia o sol). Trata sobre encontrar la belleza en los pequeños detalles de la rutina: siempre es un buen momento, caiga granizo, llueva o haga sol. Aunque a veces pensemos que las cosas no valgan la pena, hay que seguir soñando hasta llegar a la cima.

## Personal
Parcialmente adaptado a partir de las notas de "Superhéroes".
|  | The Script - Danny O'Donoghue – cantante principal, teclado y guitarra - Mark Sheehan – guitarra principal, coros - Glen Power – batería, coros Músicos adicionales - Andrew Frampton – guitarra ("Superhéroes") | Personal técnico - James Barry – Productor discográfico ("Superhéroes") - Andrew Frampton – productor, Programación (música) ("Superhéroes") - Michael Heffernan – grabación ("Superhéroes") - Ted Jensen – Máster de grabación ("Superhéroes") - Mark Stent – Mezclador ("Superhéroes") - Geoff Swan – asistente ingeniero ("Superhéroes") - Fergal Toohey – grabación, asistente productor, asistente ingeniero ("Superhéroes") |

## Ránquines
| Ranking (2014-2015)                 | Posición más alta |
| ----------------------------------- | ----------------- |
| Australia (ARIA)                    | 5                 |
| Austria (Ö3 Austria)                | 11                |
| Bélgica (Ultratop flamenca)         | 14                |
| Bélgica (Ultratop valona)           | 37                |
| Canadá (Billboard Canadian Albums)  | 13                |
| Dinamarca (Hitlisten)               | 11                |
| Países Bajos (Album Top 100)        | 3                 |
| Finlandia (Suomen Virallinen Lista) | 46                |
| Irlanda (IRMA)                      | 1                 |
| Francia (SNEP)                      | 79                |
| Italian Albums (FIMI)               | 15                |
| Nueva Zelanda (Recorded Music NZ)   | 1                 |
| Noruega (VG-lista)                  | 7                 |
| Portugal (AFP)                      | 10                |
| Escocia (Scottish Albums Chart)     | 1                 |
| España (PROMUSICAE)                 | 25                |
| Suecia (Sverigetopplistan)          | 17                |
| Reino Unido (UK Albums Chart)       | 1                 |
| Estados Unidos (Billboard 200)      | 10                |

| Ranking (2014)          | Posición |
| ----------------------- | -------- |
| Australian Albums Chart | 82       |

## Lanzamientos
| Región         | Fecha                    | Formato             | Discográfica     |
| -------------- | ------------------------ | ------------------- | ---------------- |
| Alemania       | 12 de septiembre de 2014 | CD Descarga digital | Columbia Records |
| Irlanda        | 12 de septiembre de 2014 | CD Descarga digital | Columbia Records |
| Reino Unido    | 15 de septiembre de 2014 | CD Descarga digital | Columbia Records |
| Estados Unidos | 30 de septiembre de 2014 | CD Descarga digital | Columbia Records |